# J. Hartley Manners
J. Hartley Manners (Londra, 1870 – New York, 1928) è stato un commediografo e attore statunitense, di origine irlandese.

## Biografia
J. Hartley Manners, di fede cattolica, non seguì i consigli della madre, che lo invitava a diventare prete, bensì entrò nel servizio civile britannico.
Esordì come attore in Australia nel 1890, debuttò nel West End di Londra nel 1898, quando recitò assieme alla compagnia dell'attore-manager Johnston Forbes-Robertson, arrivando ben presto ad avere un buon successo anche in Inghilterra e negli Stati Uniti.
Scrisse la sua prima opera teatrale, The Crossways, nel 1902, per l'attrice inglese Lillie Langtry, con la cui compagnia effettuò tournée in America.
Alla fine di quell'anno Manners, Langtry e la compagnia si trasferirono in America, dove recitarono a Broadway e collaborarono per altri due anni.
Nel 1905 Manners abbandonò il palcoscenico per dedicarsi alla letteratura e alla realizzazione di opere di drammaturgia, preannunciata da alcuni scritti nei quali descrisse e teorizzò le sue finalità,riuscendo a scrivere più di trenta opere teatrali nei successivi anni.
Nel 1909 la sua opera The Great John Ganton presentò a Broadway una delle grandi stelle del cinema contemporaneo, Laurette Taylor, per la quale scrisse e produsse dieci drammi nel decennio seguente, oltre a sposarla nel 1912.
Manners fu un sostenitore di un teatro libero dai legami e dai compromessi commerciali e impegnato nell'approfondimento dei caratteri, riscosse popolarità e consensi con la celebre Peg O' My Heart (Peg del mio cuore, 1912), una commedia di successo in tutto il mondo, Italia compresa, contraddistinta dalla ingegnosità e dalla brillantezza.
Manners ebbe un intervento chirurgico per curare il cancro esofageo nel novembre 1928, ma morì tre settimane dopo.

## Opere principali
- The Crossways, 1902;
- Zira, 1905;
- The Patriot, 1908;
- The House Next Door, 1909;
- The Girl and the Wizard, 1909;
- The Prince of Bohemia, 1910;
- The Indiscretion of Truth, 1912;
- Peg O' My Heart, 1912;
- The Harp of Life, 1916;
- Out There, 1917;
- Happiness, 1917;
- Getting Togheter, 1918;
- One Night in Rome, 1919;
- The National Anthem, 1922;
- The Queen's Messenger, 1928.